# 安德鲁·基恩
安德鲁·基恩（1960年—）是一位美籍英裔的企业家和作家，关注Web 2.0等主题，主要作品有《网民的狂欢：关于互联网弊端的反思》（The Cult of the Amateur: How Today's Internet Is Killing Our Culture）等。